# Willem Braxatoris
Willem Braxatoris (Lebenszeit Mitte des 15. Jahrhunderts) war ein franko-flämischer Komponist der frühen Renaissance.

## Person und Kompositionen
Braxatoris' Lebensdaten (Datum von Geburt und Tod, Geburts- und Sterbeort) konnten bis heute nicht ermittelt werden. Sein Name erscheint auf einem Dokument mit der dreistimmigen Chanson „So lanc so meer in minem sin“. Das Stück ist auch auf einem anderen Dokument überliefert, hier aber mit einem ins Deutsche übertragenen Text und außerdem dem Komponisten Johannes Pullois zugeschrieben. Nach Ansicht des Musikwissenschaftlers Reinhard Strohm (1985) könnte es sich bei dem Komponisten um Willem de Brouwer (Scotelaer) handeln, der als „sancmeester“ in der Stadt Bergen-op-Zoom wirkte und dort der Vorgänger von Jacob Obrecht gewesen ist; er ist dort wohl vor dem Jahr 1480 verstorben.

## Bedeutung
Willem Braxatoris wird wegen seiner Lebenszeit und dem musikalischen Stil seines bekannt gewordenen Stücks der zweiten Generation der franko-flämischen Musik zugeordnet.